# Wilhelm Genazino
Wilhelm Genazino (ur. 22 stycznia 1943 w Mannheim, zm. 12 grudnia 2018 we Frankfurcie nad Menem) – niemiecki pisarz, w roku 2004 wyróżniony nagrodą Georg-Büchner-Preis.

## Życiorys
Wilhelm Genazino urodził się w ubogiej rodzinie w Mannheim. Po maturze i wolontariacie w lokalnej gazecie Rhein-Neckar-Zeitung studiował germanistykę, filozofię i socjologię na Uniwersytecie im. J. W. von Goethego we Frankfurcie nad Menem. Następnie pracował w charakterze dziennikarza i redaktora. Do roku 1971 pracował we frankfurckim czasopiśmie satyrycznym Pardon. W latach 1980–1986 był współwydawcą czasopisma Lesezeichen. Od początku lat 70. żył z pracy pisarskiej.
W latach 1970–1998 mieszkał we Frankfurcie nad Menem. W roku akademickim 1997/98 wykładał gościnnie na Uniwersytecie Paderborn. Od roku 1998 żył w Heidelbergu. Do Frankfurtu wrócił w roku 2004. W tym samym roku dostał najważniejszą niemiecką nagrodę literacką im Georga Büchnera, nadawaną przez Niemiecką Akademię Języka i Poezji w Darmstadt. W semestrze zimowym 2005/06 roku wykładał gościnnie na Uniwersytecie Frankfurckim w ramach wykładów poetyckich Poetik-Vorlesungen. W semestrze letnim 2009 roku wykładał gościnnie na Uniwersytecie w Bambergu. W roku 2011 został wybrany do Berlińskiej Akademii Sztuk Pięknych.

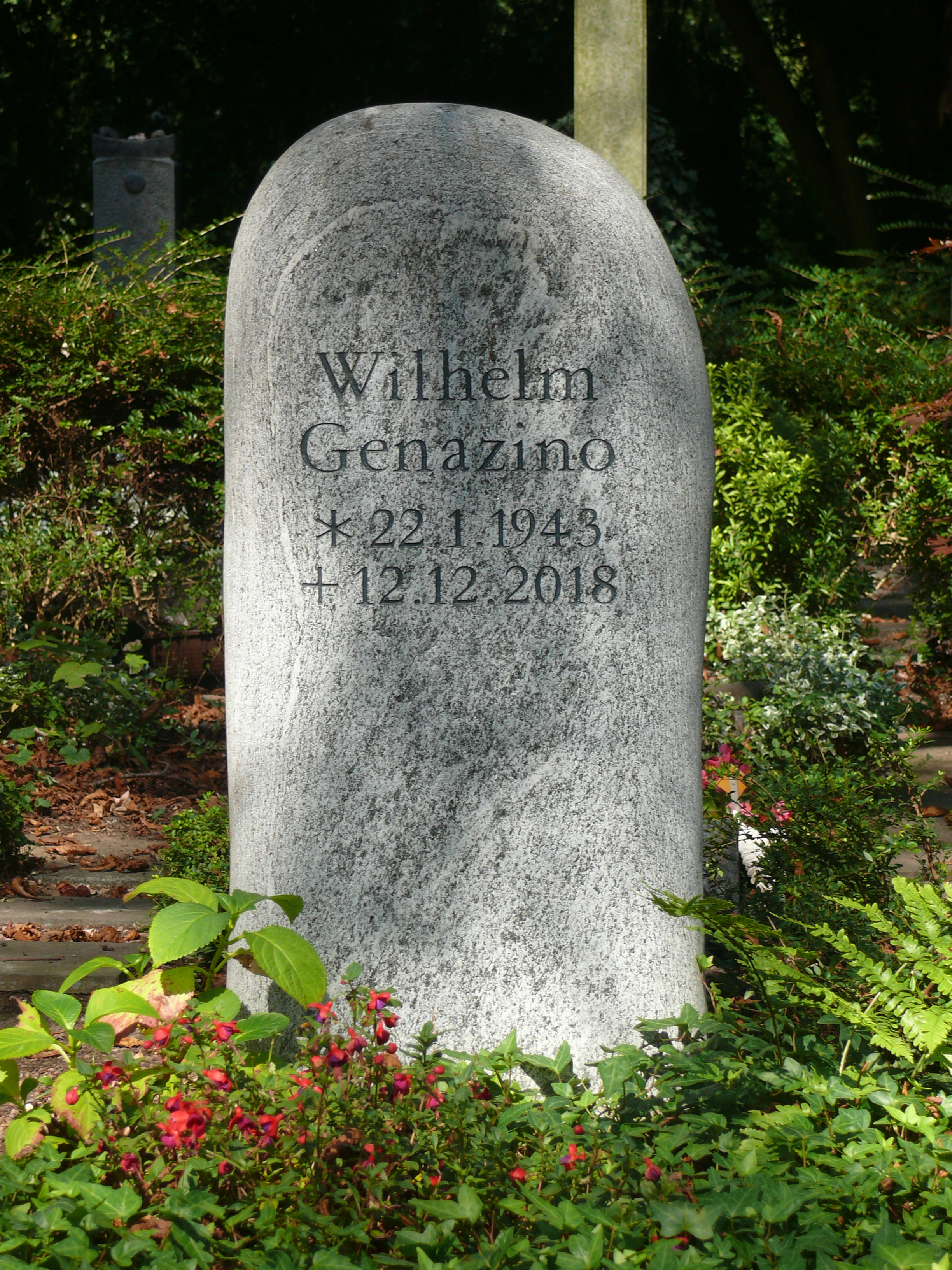
Grób Wilhelma Genazino na Cmentarzu Głównym we Frankfurcie nad Menem

## Publikacje

### Powieści
- Laslinstrasse. Köln 1965
- Abschaffel. Reinbek bei Hamburg 1977; wydanie polskie: Abschaffel. Trylogia, przeł. Anna Chałabiś. Państwowy Instytut Wydawniczy, Warszawa 2009
- Die Vernichtung der Sorgen. Reinbek bei Hamburg 1978
- Falsche Jahre. Reinbek bei Hamburg 1979
- Die Ausschweifung. Reinbek bei Hamburg 1981
- Fremde Kämpfe. Reinbek bei Hamburg 1984
- Der Fleck, die Jacke, die Zimmer, der Schmerz. Reinbek bei Hamburg 1989
- Die Liebe zur Einfalt. Reinbek bei Hamburg 1990
- Leise singende Frauen. Reinbek bei Hamburg 1992
- Die Obdachlosigkeit der Fische. Reinbek bei Hamburg 1994
- Das Licht brennt ein Loch in den Tag. Reinbek bei Hamburg 1996
- Die Kassiererinnen. Reinbek bei Hamburg 1998
- Ein Regenschirm für diesen Tag. München u. a. 2001
- Eine Frau, eine Wohnung, ein Roman. München u. a. 2003; wydanie polskie: Kobieta, mieszkanie, powieść, przeł. Alicja Buras. Atut, Wrocław 2006
- Die Liebesblödigkeit. München 2005
- Mittelmäßiges Heimweh. München 2007
- Das Glück in glücksfernen Zeiten. München 2009
- Wenn wir Tiere wären. München 2011

### Inne publikacje
- Vom Ufer aus. Göttingen 1990
- Aus der Ferne. Texte und Postkarten. Reinbek bei Hamburg 1993
- Das Bild des Autors ist der Roman des Lesers. Münster 1994
- Mitteilungen an die Freunde. Zum Preis der LiteraTour Nord. Frankfurt am Main 1996
- Achtung Baustelle. Essay-Sammlung. Frankfurt am Main 1998
- Über das Komische: der außengeleitete Humor. Paderborner Universitätsreden. Paderborn 1998
- Der gedehnte Blick. Essay-Sammlung. Frankfurt am Main 1999
- Fühlen Sie sich alarmiert. Abiturreden. München 1999
- Auf der Kippe. Texte zu Postkarten und Fotos. Reinbek bei Hamburg 2000
- Karnickel und Fliederbüsche, violett. Kiel 2001
- Aus dem Tagebuch der Vergangenheit. In: Text und Kritik 162, München 2004
- Lieber Gott mach mich blind. (Uraufführung Staatstheater Darmstadt, Oktober 2005), Frankfurt 2003, München 2006 und Der Hausschrat. München 2006, Mülheim 2007, Theaterstücke; wydanie polskie: Dobry Boże, spraw, żebym oślepł. Dramaty, przekł. i wstęp Maciej Ganczar. ADiT, Warszawa 2011. Premiera polska: Program II Polskiego Radia 03.11.2012, reż. Maciej Wojtyszko
- Die Belebung der toten Winkel. Poetikvorlesungen. München 2006